# Marie Heisig
Marie Heisig (* 20. Oktober 1892 in Neustadt; † 28. Juli 1972 in Ost-Berlin) war eine deutsche Arbeiterin, Kommunistin, Gewerkschafterin und Widerstandskämpferin gegen den Nationalsozialismus.

## Leben
Marie Heisig kam 1908 nach Kreuzberg. Sie arbeitete als Stepperin und war gewerkschaftlich aktiv. 1920 trat sie in die KPD ein und später auch dem Roten Frauen und Mädchenbund (RFMB) bei. Ab 1925 arbeitete sie im Schuhhaus Leiser und war dort als Frauenleiterin der KPD-Betriebszelle und Betriebsrätin tätig.
Von 1929 bis 1933 war Marie Heisig Stadtverordnete von Berlin für Friedrichshain. Noch im März 1933 kandidierte sie für den Reichstag.
Bereits 1933 war sie im Widerstand gegen den Nationalsozialismus für die KPD aktiv und wurde 1934 erstmals verhaftet. Wegen „Verbreitung eines hochverräterischen Unternehmens“ wurde Heisig zu drei Jahren Zuchthaus verurteilt. Bis 1938 blieb sie in KZ-Haft. Im August 1944 wurde Heisig in der Aktion Gewitter erneut festgenommen und bis Ende September im KZ Ravensbrück inhaftiert.
Nach dem Krieg lebte sie zunächst in Spandau und engagierte sich in der VVN-BdA und SEW. Eine kleine Entschädigung für die erlittene Haft erhielt Marie Heisig erst 1957. 1971 zog sie nach Lichtenberg in Ost-Berlin zu Verwandten. Dort starb sie schwer krank ein Jahr später.